# Ременная, Анна Витальевна
Анна Витальевна Ременная (род. 3 августа 1989) — российская футболистка, защитница. Мастер спорта России.

## Биография
В большом футболе выступала в высшей лиге России за клубы «Аврора» (Санкт-Петербург) и «Энергия» (Воронеж). Позднее играла за клуб «Ника» (Большаково) в чемпионате Калининградской области.
Вызывалась в молодёжную сборную России (до 19 лет), сыграла 2 матча на турнире «Кубанская весна» в 2008 году.
С начала 2010-х годов выступала в пляжном футболе за различные клубы Санкт-Петербурга. В составе команды «Нева» дважды участвовала в финальных турнирах чемпионата России по пляжному футболу, становилась чемпионкой страны в 2016 году (4 матча, 1 гол) и вице-чемпионкой в 2018 году (4 матча, 2 гола). Участница Кубка европейских чемпионов 2017 года.